# Ruth Buzzi
Pour les articles homonymes, voir Buzzi.
Ruth Buzzi est une actrice américaine née le 24 juillet 1936 à Westerly (Rhode Island) et morte le 1er mai 2025 à Stephenville (Texas).

## Filmographie

### Cinéma
- 1976 : Un vendredi dingue, dingue, dingue (Freaky Friday) de Gary Nelson : Opposing Coach
- 1978 : Record City (en) : Olga
- 1979 : The North Avenue Irregulars : Dr Rheems
- 1979 : Le Retour du gang des chaussons aux pommes (The Apple Dumpling Gang Rides Again) de Vincent McEveety : Old Tough Kate, aka 'Granny'
- 1979 : The Villain : Damsel in Distress
- 1979 : Skatetown, U.S.A. : Elvira
- 1980 : Pogo for President: 'I Go Pogo' (voix)
- 1981 : Chu Chu and the Philly Flash de David Lowell Rich : Consuelo
- 1983 : The Being : Virginia Lane
- 1984 : Surf II : la mère de Chuck
- 1986 : Bad Guys : Petal McGurk
- 1988 : Up Your Alley : Marilyn
- 1988 : Dixie Lanes : Betty
- 1988 : Deux chiots en danger (Pound Puppies and the Legend of Big Paw) : Nose Marie (voix)
- 1989 : Ma mère est un loup-garou (My Mom's a Werewolf) de Michael Fischa : Madame Gypsy
- 1990 : Wishful Thinking : Jody
- 1990 : Diggin' Up Business : la veuve Knockerby
- 1994 : Petit papa baston (Botte di Natale) : Maw
- 1999 : Elmo au pays des grincheux (The Adventures of Elmo in Grouchland) : Ruthie
- 2000 : Nothing But the Truth : Lois Troy
- 2003 : 'Weird Al' Yankovic: The Ultimate Video Collection (vidéo) : Bench Cameo (Gump)
- 2004 : Adventures in Homeschooling : Gertie Hemple

### Télévision

#### Série télévisée
- 1962 : Les Jetson (The Jetsons) : voix additionnelles (voix)
- 1967 : The Steve Allen Comedy Hour
- 1975 : The Lost Saucer : Fi
- 1976 : The Krofft Supershow : Fi (in 'The Lost Saucer')
- 1977 : Baggy Pants & the Nitwits : Gladys (voix)
- 1981 : Les Schtroumpfs (The Smurfs) : voix
- 1983 : Des jours et des vies (Days of Our Lives) : Leticia Bradford
- 1985 : The Berenstain Bears : Mama Bear / Grizzly Gran (voix)
- 1986 : Les Pitous (Pound Puppies) : Nose Marie (voix)
- 1988 : Paw Paws : Aunt Pruney Paw (voix)
- 1990 : Gravedale High (voix)
- 1993 : Cro (voix)
- 1993 : Lucky Luke
- 1993 : 1, rue Sésame (Sesame Street) : Ruthie (1993-1999) / Suzy Kabloozy (1998-) / voix
- 1996 : The Savage Dragon : voix
- 1998 : Sabrina, l'apprentie sorcière : Delilah
- 2000 : Moumoute, un mouton dans la ville (Sheep in the Big City) : voix

#### Téléfilm
- 1969 : In Name Only : Ruth Clayton
- 1971 : Pure Goldie
- 1972 : The Singles
- 1977 : Once Upon a Brothers Grimm : Princesse
- 1977 : The Dean Martin Celebrity Roast: Frank Sinatra : Madame Gladys Ormfby
- 1979 : Legends of the Superheroes : Aunt Minerva
- 1980 : The Incredible Book Escape : voix
- 1986 : Kids Incorporated: Rock in the New Year : Blanche
- 1988 : Rockin with Judy Jetson : Felonia (voix)
- 1989 : Marvin: Baby of the Year : Chrissy's Mother (voix)
- 1993 : I Yabba-Dabba Do! : voix
- 1993 : Hollyrock-a-Bye Baby : voix
- 1997 : Boys Will Be Boys : Madame Rudnick